# 14764 Kilauea
14764 Kilauea è un asteroide areosecante. Scoperto nel 1960, presenta un'orbita caratterizzata da un semiasse maggiore pari a 1,9485417 UA e da un'eccentricità di 0,0782027, inclinata di 21,22307° rispetto all'eclittica.